# Teddy Hill

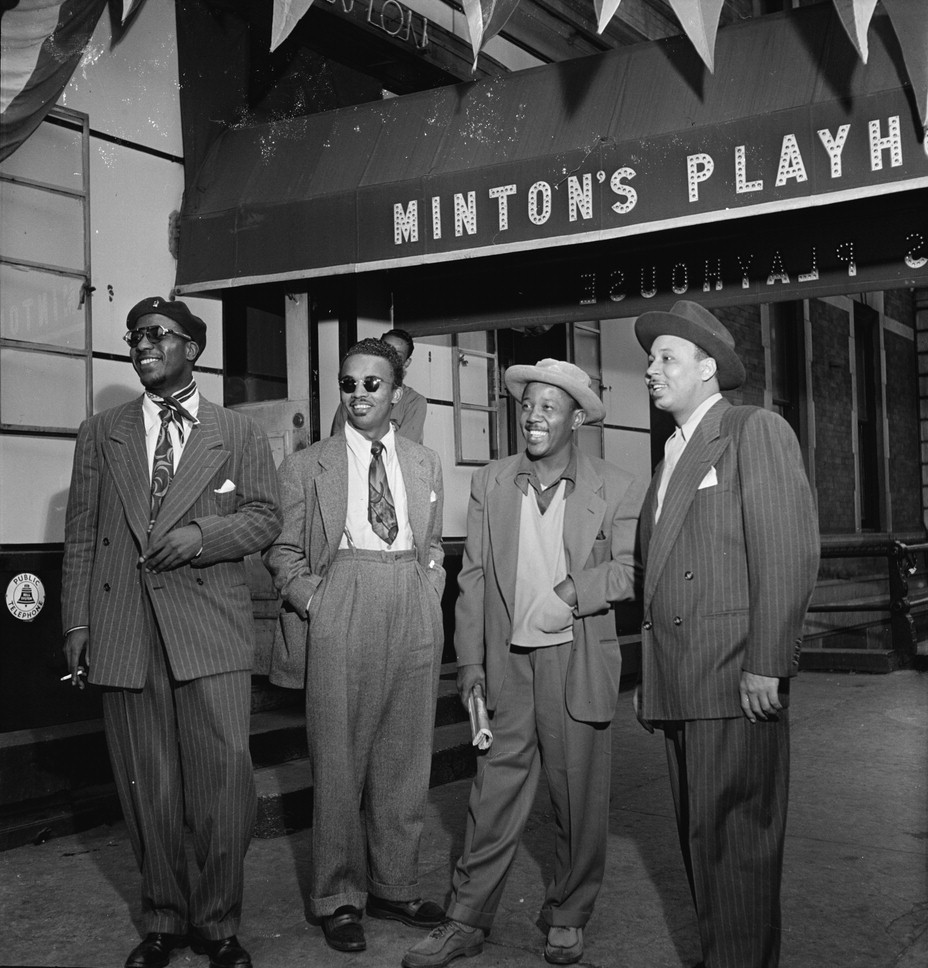
(Von links:) Thelonious Monk, Howard McGhee, Roy Eldridge, Teddy Hill, Minton’s Playhouse, New York, ca. September 1947.
Fotografie von William P. Gottlieb.

Theodore „Teddy“ Hill (* 7. Dezember 1909 Birmingham, Alabama; † 19. Mai 1978  in Cleveland, Ohio) war ein US-amerikanischer Tenor-Saxophonist, Big-Band-Leader des Swing und Jazzclub-Manager. Er leitete die Band, in der Dizzy Gillespie seine ersten Aufnahmen machte, und war Manager des Minton’s Playhouse zu der Zeit, als dort der Bebop entwickelt wurde.
Hill begann mit Trompete, wechselte dann aber schnell auf das Saxophon. Im Jahre 1927 spielte er in einer Band namens „Frank Bunch and his Fuzzy Wuzzies“. Im folgenden Jahr ging er nach New York, wo er der Band von Luis Russell (anfangs noch geleitet von George Howe) beitrat. 1929 spielte er auf der Aufnahme „Mahogany Hall Stomp“ in der damaligen Band Louis Armstrongs.
1932 gründete er eine eigene Band, mit der er regelmäßig im Savoy Ballroom spielte. Mitglieder waren zeitweise Roy Eldridge, Chu Berry, Dicky Wells, Bill Coleman und Kenny Clarke. Während seiner Zeit bei Hill revolutionierte Clarke das Schlagzeugspiel, indem er den Grundrhythmus auf den Becken und der Snare, statt wie bisher auf der Bass-Drum spielte. Im März 1937 entstand Hills einziger Hit „The Love Bug Will Bite You (If You Don't Watch Out)“. In diesem Jahr verließ, als eine Europatournee durch England und Frankreich anstand, Roy Eldridge die Band. Hill fand Ersatz in dem damals zwanzigjährigen Dizzy Gillespie; dieser ist auf Hills Aufnahme des „King Porter Stomp“ (1937) erstmals als Solist dokumentiert.
1940 übernahm Hill das Management von Minton’s Playhouse, eines Jazzclubs in Harlem. Zunächst leitete er daneben noch weiter seine Band, die er dann jedoch bald auflöste. Er engagierte seinen früheren Drummer Clarke, der eine Hausband zusammenstellte, der auch Pianist Thelonious Monk angehörte. Bald begannen sich weitere Musiker zu spontanen Jamsessions auf der Bühne einzufinden, darunter Gillespie, Charlie Christian und Charlie Parker. Diese Sessions gelten als die Geburtsstunde des Bebop. Hill leitete das Minton's bis 1969, als dieses jedoch wie viele Jazzclubs Ende der 1960er Jahre seine musikalische Ausrichtung radikal veränderte, übernahm er einen Club namens Baron Lounge.
Im Jahre 1976 erkrankte er und entschied sich, nach Cleveland zu seiner Tochter zu ziehen. Die Ärzte stellten Dickdarmkrebs bei ihm fest. Hill starb innerhalb von zwei Jahren.